# آرشي كروس
آرشي كروس (بالإنجليزية: Archie Cross)‏ (1880 في المملكة المتحدة - ) هو لاعب كرة قدم بريطاني (وحمل سابقاً جنسية المملكة المتحدة لبريطانيا العظمى وأيرلندا) في مركز الظهير. لعب مع نادي أرسنال ونادي دارتفورد.